# Équation de Pell-Fermat

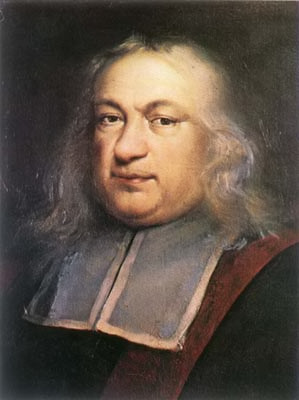
Pierre de Fermat (1601-1665) affirme que l'équation de Pell-Fermat possède toujours une infinité de solutions si m = ±1, sans savoir que Bhāskara II (1114-1185) avait fait de même.

En mathématiques et plus précisément en arithmétique, l'équation de Pell-Fermat est une équation diophantienne polynomiale quadratique. Si n est un entier positif qui n'est pas un carré parfait et m un entier non nul, l'équation prend la forme suivante :
Les solutions recherchées sont les solutions telles que x et y soient des valeurs entières.
L'équation de Pell-Fermat est étudiée sous différentes formes par plusieurs civilisations comme la Grèce antique, l'Inde ou la civilisation arabe. La solution définitive est relativement tardive, elle est trouvée en Europe durant le XIXe siècle.
Une forme particulièrement étudiée est celle où le paramètre m est égal à 1 ou à –1 (ce qu'on note ±1). Plusieurs algorithmes permettent de déterminer une solution ; la méthode chakravala ou celle des fractions continues sont les plus célèbres.
En France, cette équation est nommée équation de Fermat, de Pell-Fermat, ou de Pell, en l'honneur des mathématiciens John Pell et Pierre de Fermat. C'est à Leonhard Euler que l'on doit l'association du nom de Pell à cette équation, à la suite d'une confusion car ce mathématicien n'a pas travaillé sur cette équation. La traduction de la dénomination équation de Pell est d'usage général hors du monde francophone.
L'article « Fraction continue d'un irrationnel quadratique » propose une méthode de résolution si m = ±1, ainsi que l'exemple pour n = 61. L'article Méthode chakravala propose une autre méthode comparable, plutôt plus simple et plus rapide, à la fois pour la théorie et la pratique. Les exemples n = 61, 83, 103 et 313 y sont traités.

## Histoire

### Origines
L'histoire de l'équation de Pell-Fermat est particulièrement riche et ancienne. On cite parfois le problème des bœufs d'Hélios attribué à Archimède comme premier exemple d'équation de Pell-Fermat. Il est cependant peu probable qu'Archimède en soit l'auteur et que la relation avec ladite équation ait été faite. En revanche, Diophante d'Alexandrie, un mathématicien vivant probablement au IIIe siècle, parle explicitement d'une équation de cette nature, dans son livre intitulé Arithmétiques. Avec les notations du paragraphe Définitions, il étudie le cas où n est égal à 1 et m à 1, –1 ou 12 ainsi que le cas où n et m sont égaux à 9. Dès avant notre ère, les Grecs connaissaient l'existence de l'égalité suivante :
Le mathématicien indien Brahmagupta (598-668) semble être le premier à travailler profondément sur la question, il étudie le cas où m = 1. En 628, il établit une égalité permettant, à l'aide de deux solutions de l'équation, d'en construire une troisième. Ainsi, en combinant deux fois la même solution, il en obtient une nouvelle et ainsi de suite, ce qui donne un nombre de solutions aussi grand que désiré. Cette méthode lui permet d'aller plus loin. À l'aide d'un couple (x, y) d'entiers tel que x2 –ny2 soit égal à ±2, Brahmagupta construit une solution. Puis à l'aide d'un algorithme guère plus complexe, il obtient un résultat analogue si x2 – ny2 est égal à ±4. Par tâtonnements, il parvient à trouver des solutions dans de nombreuses configurations. Son outil principal est l'algorithme d'Euclide, généralement nommé par les Indiens le pulvérisateur car il casse les nombres en morceaux de plus en plus petits.
L'étape suivante est franchie par Bhāskara II, un mathématicien indien du XIIe siècle. Il enrichit la palette de techniques de Brahmagupta, et présente une méthode complète, nommée chakravala. Elle correspond à un algorithme astucieux permettant de déterminer une solution primitive, c'est-à-dire une solution qui génère toutes les autres. Il n'est pas dans l'usage des mathématiciens indiens de cette époque de rechercher une preuve autre qu'expérimentale. Quant à l'exhaustivité de l'ensemble des solutions trouvées, la question n'est pas non plus abordée.

### L'Europe et l'âge classique

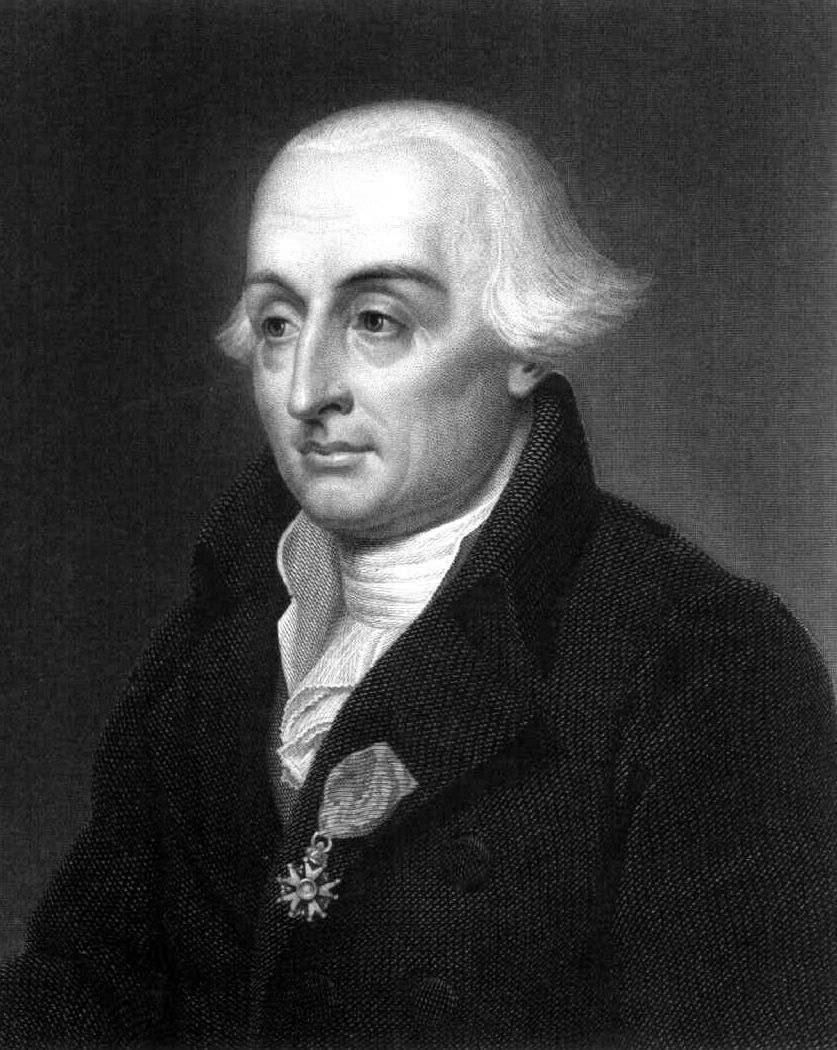
Joseph-Louis Lagrange démontre l'existence d'une infinité de solutions si m = ±1 et montre que l'algorithme des fractions continues permet de les obtenir toutes.

La popularité de cette équation provient d'un défi que Pierre de Fermat lance à Bernard Frénicle de Bessy en  février 1657 (à la suite d'un autre défi plus célèbre datant du 3 janvier de la même année) ; il lui pose plusieurs questions dont celle d'une solution à l'équation de Pell-Fermat, déjà trouvée par Brahmagupta et Bhāskara II, elle correspond au cas n = 61 et m = 1 (il propose également le cas n = 109). Une communication épistolaire s'ensuit, finalement publiée par John Wallis, entre Kenelm Digby, William Brouncker et Wallis pour l'Angleterre, Frans van Schooten pour la Belgique et Bernard Frénicle de Bessy pour la France. Elle nous indique que Brouncker découvre une méthode équivalente à celle des Indiens, sans néanmoins apporter plus de preuves que ses prédécesseurs. Frénicle de Bessy calcule l'intégralité des solutions pour n inférieur ou égal à 150, mais ses travaux sont perdus. Il défie Brouncker avec une valeur de 313 pour n. Brouncker propose une solution primitive, et précise qu'il ne lui a pas fallu plus « d'une heure ou deux » pour trouver. La réponse est la suivante : 
Wallis démontre rigoureusement les résultats de Brahmagupta, c'est-à-dire la raison qui permet de trouver une solution si la valeur atteinte est 2 ou 4 en valeur absolue. En 1658, Johann Heinrich Rahn publie un livre d'algèbre, contenant un exemple d'équation maintenant dite de Pell-Fermat, relu et traduit en anglais par John Pell (1611-1685). C'est la seule contribution connue du mathématicien sur l'équation portant maintenant son nom.
Plusieurs mathématiciens affirment qu'il existe une solution pour toute valeur de n (à condition de choisir m égal à 1), Fermat affirme de plus que le nombre de solutions est infini. En revanche aucune preuve de cette époque n'est connue.
Leonhard Euler (1707-1783) reprend les travaux de Brouncker et ceux de Wallis, proposant le formalisme de la fraction continue, équivalent à l'algorithme développé par Bhāskara II[Information douteuse]. Seule la fin est différente ; une fois trouvée une valeur égale à ±2 ou ±4 en valeur absolue, il est en effet plus rapide d'utiliser le lemme de Brahmagupta. Euler attribue à tort les travaux passés à Pell. Joseph-Louis Lagrange (1736-1813) reprend les travaux d'Euler et ajoute les deux preuves manquantes. Il démontre que pour toute valeur de n il existe une infinité de solutions et que toutes ces solutions sont générées par celle issue de l'algorithme des fractions continues. Durant toute cette époque, l'Europe est inconsciente des travaux de leurs prédécesseurs indiens.

### XIXesiècle

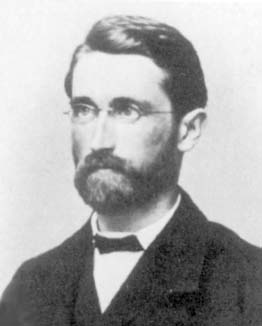
Richard Dedekind formalise le concept d'anneau portant maintenant son nom et élucide les propriétés permettant de résoudre l'équation de Pell-Fermat.

La méthode chakravala ou celle des fractions continues ont apporté tout ce qu'elles pouvaient sur cette équation, ce qui revient à traiter le cas du paramètre m égal à ±1. Le cas général demande de nouvelles idées et un siècle est encore nécessaire pour en venir à bout. Une approche fondatrice est l'œuvre de Carl Friedrich Gauss (1777-1855). Il travaille sur des structures munies d'une addition et d'une multiplication, mais qui ne sont pas celles de l'anneau des entiers. Une de ces structures est celle des entiers de Gauss, c'est-à-dire des nombres de la forme a + ib où a et b sont des entiers et i l'unité imaginaire des nombres complexes. Un tel monde possède une division euclidienne, ce qui permet d'établir le théorème de Bachet-Bézout, le lemme d'Euclide ainsi que le théorème fondamental de l'arithmétique. Un tel anneau possède des nombres premiers de Gauss, et une approche similaire à celle de l'arithmétique dans Z est possible. Cette approche est maintenant le cadre d'une théorie appelée arithmétique modulaire. Une démarche de cette nature permet de venir à bout d'une équation diophantienne semblable à celle de Pell-Fermat, traité par le théorème des deux carrés de Fermat. Si i est remplacé, par exemple par le nombre d'or, égal à (1 + √5)/2, on obtient une structure un peu similaire, aussi euclidienne, correspondant à l'équation de Pell-Fermat pour le paramètre n égal à 5, et il est possible d'y traiter l'équation pour toute valeur du paramètre n, à condition de disposer de la loi de réciprocité quadratique, démontrée par Gauss. Cette loi correspond encore à une équation diophantienne un peu similaire.
Les travaux de Gauss apportent deux progrès : ils offrent un bon cadre pour étudier l'équation de Pell-Fermat et ils permettent de la résoudre intégralement dans le cas où ce cadre est euclidien. Il existe cependant de nombreux cas où le caractère euclidien est absent. Ce cadre, euclidien ou non, porte le nom d'anneau d'entiers algébriques et pour la résolution de l'équation de Pell-Fermat, une petite partie est utile, ceux formés par des entiers quadratiques. Johann Peter Gustav Lejeune Dirichlet (1805-1859) étudie et explicite leur groupe des unités dans le cas général. Ce groupe correspond exactement aux solutions de l'équation de Pell-Fermat pour m = ±1, fournissant une preuve différente de celle de Lagrange, et qui se généralise à tous les anneaux d'entiers algébriques et non pas uniquement quadratiques. Si ce résultat fait progresser la théorie des nombres, il ne permet pas de débloquer la question de l'équation de Pell-Fermat dans le cas général, car il ne concerne que les solutions pour le paramètre m égal à ±1.
Si les techniques de Gauss fonctionnent, c'est grâce à l'équivalent des nombres premiers et au théorème fondamental de l'arithmétique, que l'on trouve dans tout anneau euclidien. Des anneaux disposant de propriétés ou d'axiomes plus faibles ont un équivalent, on les appelle les anneaux factoriels. Dans le cas général, un anneau d'entiers algébriques n'est ni euclidien ni factoriel. Richard Dedekind (1831-1916), à la suite des travaux de Ernst Kummer (1810-1893), trouve la bonne approche. Il met en évidence les axiomes que vérifient les bons anneaux d'entiers algébriques, lesquels portent maintenant le nom d'anneaux de Dedekind. À l'aide de cette nouvelle structure, il établit un équivalent du théorème fondamental de l'arithmétique. Un deuxième théorème, traitant du groupe des classes d'idéaux permet de trouver toutes les solutions de l'équation de Pell-Fermat et pour toutes valeurs de n.

### Mathématiques récréatives
Dans son ouvrage Amusements in Mathematics paru en 1917, Henry Dudeney pose l'énigme de la bataille d'Hastings : combien étaient les hommes de Harold, groupés en 61 carrés identiques et n'en formant plus qu'un seul lorsque leur chef les a rejoints ? 
La réponse à cette énigme est tout à fait irréaliste (3 119 882 982 860 264 400 hommes).
Il est possible que cette énigme ait paru dans un magazine plusieurs années avant la publication du recueil puisque Martin Gardner signale que Sam Loyd, mort en 1911, l'a modifiée (13 carrés au lieu de 61) afin de rendre la réponse plus réaliste (421 200 hommes).

## Définitions
Une équation diophantienne est une équation dont les solutions recherchées sont en général entières et parfois rationnelles. Ici, ce sont les solutions entières qui sont étudiées. La définition de l'équation est la suivante :
- Une équation de Pell-Fermat est une équation diophantienne de la forme suivante, où n est un entier strictement positif non carré et m un entier non nul quelconque :[réf. nécessaire]

Pour trouver toutes les solutions, si elles existent, il est nécessaire d'analyser le cas où m est inversible dans les entiers, c'est-à-dire égal à ±1. Ce cas est suffisamment important pour que parfois l'équation de Pell-Fermat ne désigne que le cas où m est égal à 1,, ou ±1. Il est commode de travailler dans le corps commutatif des nombres de la forme a + √nb, où a et b désignent deux rationnels. Cette double raison est la motivation des deux définitions suivantes :
- Une racine ou unité[réf. nécessaire] de l'équation  est un nombre réel ρ de la forme a + √nb, avec a et b deux entiers, tel que ρρ' soit égal à ±1, ici ρ' désigne le nombre a – √nb, appelé conjugué de ρ.

Un intérêt de la définition précédente provient du fait que les coefficients de ρ vérifient l'égalité suivante, et réciproquement que tout couple d'entiers satisfaisant cette égalité définit une racine.
- Une racine ω est dite primitive ou unité fondamentale si pour toute racine ρ, il existe un entier relatif k tel que ρ soit égal à ωk ou à –ωk.

## Cas oùmest égal à ±1
Dans toute la suite de l'article, les lettres Z, Q et R désignent respectivement les entiers relatifs, les nombres rationnels et les nombres réels.
Une première étude consiste à résoudre le cas où m est égal à ±1. Elle peut être vue soit comme une finalité, soit comme une étape nécessaire à la résolution complète de l'équation. Souvent le terme d'« équation de Pell-Fermat » ne désigne que ce cas particulier.
Il existe trois approches théoriques différentes dont deux proposent une méthode effective pour la résolution. La première méthode, au sens de l'histoire, est la plus efficace en termes algorithmique, c'est aussi plutôt la plus simple pour une approche théorique, elle porte le nom de chakravala donné par ses inventeurs indiens. La deuxième se fonde sur les fractions continues. Historiquement, elle est à la source de la première démonstration théorique connue de la structure des solutions. La troisième, issue de la théorie algébrique des nombres est la plus puissante, elle procède d'une démarche à même de résoudre intégralement l'équation.

### Méthode chakravala
Cette méthode part initialement d'une utilisation judicieuse de la formule suivante, nommée identité de Brahmagupta :
Ainsi, si (a1, b1) et (a2, b2) forment deux couples de solutions, l'identité précédente montre que (a1a2 + nb1b2, a1b2 + b1a2) est encore une solution. Il est judicieux d'équiper l'ensemble Z2 des couples d'entiers d'une loi de composition interne * :
L'ensemble Z2 muni de cette loi interne est un monoïde commutatif, c'est-à-dire que la loi est associative et possède un élément neutre — le couple (1, 0) — et qu'elle est commutative. D'après l'identité de Brahmagupta, le sous-ensemble G des solutions de l'équation pour m = ±1 est stable pour la loi * et chaque élément (a, b) de G possède un symétrique dans G : le couple (a, –b) ou (–a, b), selon que a2 – nb2 est égal à 1 ou à –1. Ainsi, (G, *) forme un groupe abélien.
L'étude de ce groupe permet la mise au point d'une méthode efficace de résolution pour les valeurs de m égales à ±1. Par exemple, si α est un élément de G, solution pour la valeur m = –1, α2 est une solution pour la valeur m = 1. Celle du monoïde (Z2, *) permet de relier ces solutions à celles pour d'autres valeurs de m. Par exemple si α est solution pour la valeur m = ± 2 alors α2/2 est une solution pour la valeur m = 1. Enfin, si α est solution pour la valeur m = ± 4 alors α3/8 est — moyennant certaines hypothèses pour que ses deux composantes soient entières — une solution pour la valeur m = ± 1.
L'article détaillé propose une méthode exhaustive permettant de trouver une solution dans tous les cas, à partir des propriétés de la multiplication *. Il montre aussi comment cette méthode permet d'élucider la structure du groupe des solutions.
Une manière commode de voir ce groupe est d'identifier le couple (a, b) avec le nombre réel a + √nb. Cet ensemble forme un anneau, noté Z[√n]. Le groupe G s'identifie au groupe des unités de Z[√n], c'est-à-dire au groupe des éléments inversibles de l'anneau. Pour cette raison, une solution de l'équation s'écrit souvent a + √nb. Une identité remarquable montre la relation :

### Groupe des unités

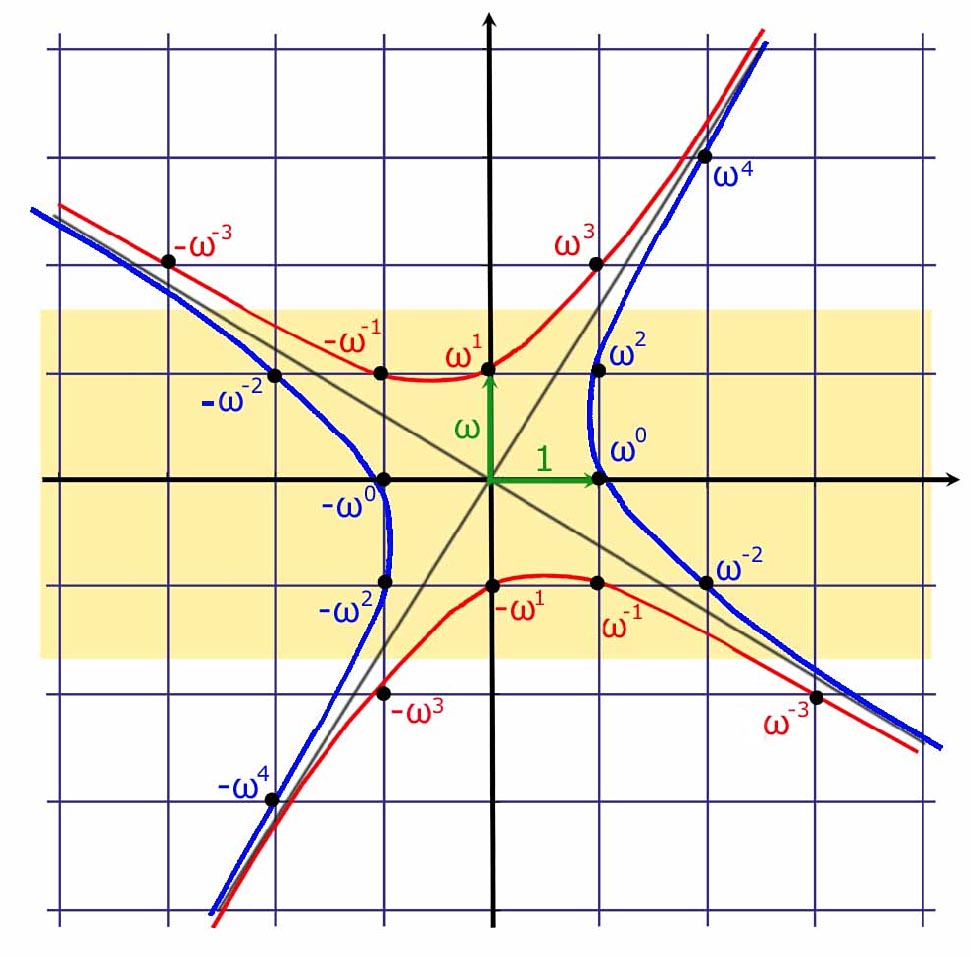
Les solutions de l'équation de Pell-Fermat pour m = ±1 se trouvent toutes sur une des branches des deux hyperboles.

Résoudre l'équation x2 – ny2 = ±1 revient finalement à expliciter les éléments du groupe des unités de l'anneau Z[√n]. Ce groupe G est isomorphe au produit direct du groupe cyclique à deux éléments Z/2Z et de Z. Il existe toujours un élément α du groupe qui engendre toutes les autres, ce qui justifie la définition d'unité fondamentale, c'est-à-dire un élément α de G tel que :
L'existence d'une unité fondamentale pour toute valeur de n positif et non carré est démontrée dans l'article détaillé. On parle parfois aussi de racine primitive.

Soient α une unité fondamentale et a et b les deux entiers tels que : α = a + √nb. Le groupe G contient exactement quatre unités fondamentales : a + √nb, a – √nb, –a + √nb et –a – √nb.
Cette propriété est une conséquence directe du théorème de structure énoncé en début de paragraphe. La figure de droite illustre le cas où n est égal à 5. L'anneau Z[√5] est un sous-anneau de l'anneau des entiers de Q(√5). Les différents éléments de G se trouvent sur quatre branches d'hyperboles. Il existe deux droites asymptotes, d'équation x = ± √ny.

### Fraction continue
Une solution de l'équation de Pell-Fermat est une bonne approximation fractionnaire de la racine carrée. Dans le cas général, une fraction de type p/q approxime un irrationnel avec une précision de l'ordre de 1/q (en effet, pour un irrationnel x, il suffit de choisir p tel que p/q < x < (p+1)/q). Une solution de l'équation de Pell-Fermat est plus précise. En effet, si (a, b) est une solution :
Comme √n > 1 et a/b ≥ 1, on obtient l'approximation suivante :
On en déduit que a et b sont le numérateur et le dénominateur d'une réduite de la fraction continue de √n, c'est-à-dire que (pour un certain entier k) :
Le développement en fraction continue de la racine carrée d’un entier non carré est périodique à partir du rang 1, c'est-à-dire qu'il est de la forme
La première réduite solution de l'équation de Pell est celle d'indice p – 1. 
Cette approche permet de démontrer de façon simple l'existence d'une unité fondamentale.
Exemples de solutions aux équations de Pell-Fermat {\displaystyle x^{2}-ny^{2}=\pm 1}, {\displaystyle n} sans facteur carré :
| {\displaystyle n}                                                                             | DFC de {\displaystyle {\sqrt {n}}} {\displaystyle [f_{0},{\overline {f_{1},f_{2},\cdots ,f_{p}}}]} | Réduite fondamentale {\displaystyle [f_{0},{f_{1},\cdots ,f_{p-1}}]} | Solution fondamentale de {\displaystyle x^{2}-ny^{2}=-1} | Solution fondamentale de {\displaystyle x^{2}-ny^{2}=1} | Solutions {\displaystyle (a_{k},b_{k})_{k\geqslant 1}}                                                        | {\displaystyle a_{k},b_{k}}dans l'OEIS |
| --------------------------------------------------------------------------------------------- | -------------------------------------------------------------------------------------------------- | -------------------------------------------------------------------- | -------------------------------------------------------- | ------------------------------------------------------- | --- | -------------------------------------- |
| 2                                                                                             | {\displaystyle {\sqrt {2}}=[1,{\overline {2}}]} ; {\displaystyle p=1}                              | 1                                                                    | {\displaystyle (1,1)}                                    | {\displaystyle (3,2)}                                   | {\displaystyle (1+{\sqrt {2}})^{k}=a_{k}+b_{k}{\sqrt {2}}}{\displaystyle a_{k}^{2}-2b_{k}^{2}=(-1)^{k}}       | A001333 A000129                        |
| 3                                                                                             | {\displaystyle {\sqrt {3}}=[1,{\overline {1,2}}]} ; {\displaystyle p=2}                            | 2                                                                    | {\displaystyle \varnothing }                             | {\displaystyle (2,1)}                                   | {\displaystyle (2+{\sqrt {3}})^{k}=a_{k}+b_{k}{\sqrt {3}}}{\displaystyle a_{k}^{2}-3b_{k}^{2}=1}              | A001075 A001353                        |
| 5                                                                                             | {\displaystyle {\sqrt {5}}=[2,{\overline {4}}]} ; {\displaystyle p=1}                              | 2                                                                    | {\displaystyle (2,1)}                                    | {\displaystyle (9,4)}                                   | {\displaystyle (2+{\sqrt {5}})^{k}=a_{k}+b_{k}{\sqrt {5}}}{\displaystyle a_{k}^{2}-5b_{k}^{2}=(-1)^{k}}       | A001077 A001076                        |
| 6                                                                                             | {\displaystyle {\sqrt {6}}=[2,{\overline {2,4}}]}; {\displaystyle p=2}                             | {\displaystyle 5/2}                                                  | {\displaystyle \varnothing }                             | {\displaystyle (5,2)}                                   | {\displaystyle (5+2{\sqrt {6}})^{n}=a_{k}+b_{k}{\sqrt {6}}}{\displaystyle a_{k}^{2}-6b_{k}^{2}=1}             | A001079 A004189                        |
| 7                                                                                             | {\displaystyle {\sqrt {7}}=[2,{\overline {1,1,1,4}}]} ; {\displaystyle p=4}                        | {\displaystyle 8/3}                                                  | {\displaystyle \varnothing }                             | {\displaystyle (8,3)}                                   | {\displaystyle (8+3{\sqrt {7}})^{k}=a_{k}+b_{k}{\sqrt {7}}}{\displaystyle a_{k}^{2}-7b_{k}^{2}=1}             | A001081 A001080                        |
| 10                                                                                            | {\displaystyle {\sqrt {10}}=[3,{\overline {6}}]} ; {\displaystyle p=1}                             | 3                                                                    | {\displaystyle (3,1)}                                    | {\displaystyle (19,6)}                                  | {\displaystyle (3+{\sqrt {10}})^{k}=a_{k}+b_{k}{\sqrt {10}}}{\displaystyle a_{k}^{2}-10b_{k}^{2}=(-1)^{k}}    | A005667 A005668                        |
| 13                                                                                            | {\displaystyle {\sqrt {13}}=[3,{\overline {1,1,1,1,6}}]} ;{\displaystyle p=5}                      | {\displaystyle 18/5}                                                 | {\displaystyle (18,5)}                                   | {\displaystyle (649,180)}                               | {\displaystyle (18+5{\sqrt {13}})^{k}=a_{k}+b_{k}{\sqrt {13}}}{\displaystyle a_{k}^{2}-13b_{k}^{2}=(-1)^{k}}  | A041612 A041613                        |
| 19                                                                                            | {\displaystyle {\sqrt {19}}=[4,{\overline {2,1,3,1,2,8}}]} ; {\displaystyle p=6}                   | {\displaystyle 170/39}                                               | {\displaystyle \varnothing }                             | {\displaystyle (170,39)}                                | {\displaystyle (170+39{\sqrt {19}})^{k}=a_{k}+b_{k}{\sqrt {19}}}{\displaystyle a_{k}^{2}-19b_{k}^{2}=1}       | A114048 A174765                        |
| 29                                                                                            | {\displaystyle {\sqrt {29}}=[5,{\overline {2,1,1,2,10}}]} ; {\displaystyle p=5}                    | {\displaystyle 70/13}                                                | {\displaystyle (70,13)}                                  | {\displaystyle (9801,1820)}                             | {\displaystyle (70+13{\sqrt {29}})^{k}=a_{k}+b_{k}{\sqrt {29}}}{\displaystyle a_{k}^{2}-29b_{k}^{2}=(-1)^{k}} | A228521 A228522 A174769 A174770        |
| {\displaystyle a^{2}+1}                                                                       | {\displaystyle {\sqrt {n}}=[1,{\overline {2a}}]} ; {\displaystyle p=1}                             | {\displaystyle a}                                                    | {\displaystyle (a,1)}                                    | {\displaystyle (2a^{2}+1,2a)}                           | {\displaystyle (a+{\sqrt {n}})^{k}=a_{k}+b_{k}{\sqrt {n}}}{\displaystyle a_{k}^{2}-nb_{k}^{2}=(-1)^{k}}       |                                        |
| {\displaystyle a^{2}+{\frac {2a}{b}}},{\displaystyle b} diviseur strict de {\displaystyle 2a} | {\displaystyle {\sqrt {n}}=[a,{\overline {b,2a}}]} ; {\displaystyle p=2}                           | {\displaystyle a+{\frac {1}{b}}}                                     |                                                          | {\displaystyle (ab+1,b)}                                | {\displaystyle (ab+1+b{\sqrt {n}})^{k}=a_{k}+b_{k}{\sqrt {n}}}{\displaystyle a_{k}^{2}-nb_{k}^{2}=1}          |                                        |

Une liste des solutions fondamentales de {\displaystyle x^{2}-ny^{2}=1} jusqu'à {\displaystyle n=220},  et une liste des solutions fondamentales de {\displaystyle x^{2}-ny^{2}=-1} jusqu'à {\displaystyle n=450}  se trouvent dans  ; la première est donnée aussi dans  A002350 et  A002349, et la deuxième dans  A130226 et  A130227.

### Équation de Pell et entier algébrique
Si (a, b) satisfait une équation de Pell du type x2 – ny2 = ±1, alors a + √nb est un élément du groupe des unités de l'anneau des entiers de l'extension quadratique Q(√n), puisque (a + √nb)(a – √nb) = ±1. Le groupe des unités ainsi que l'équation de Pell est étudié dans le cas n = 5 dans l'article « Anneau des entiers de Q(√5) ». Cette analyse montre la relation entre les équations de Pell et la théorie algébrique des nombres.

### Casm= 1
Si {\displaystyle {\sqrt {n}}=[a_{0},{\overline {a_{1},a_{2},a_{3},\ldots ,a_{p-1},a_{p}}}]}, alors l'équation de Pell x2 – ny2 = 1 admet, suivant la parité de p, la solution « minimale » {\displaystyle (x_{1},y_{1})} suivante :
- quand p est pair, le couple {\displaystyle (x_{1},y_{1})=(h_{p-1},k_{p-1})} où {\displaystyle {\frac {h_{p-1}}{k_{p-1}}}} est la réduite de rang p – 1 de √n
- quand p est impair, le couple {\displaystyle (x_{1},y_{1})=(h_{2p-1},k_{2p-1})\,} où {\displaystyle {\frac {h_{2p-1}}{k_{2p-1}}}} est la réduite de rang 2p – 1 de √n

La réduite de rang r de √n étant la fraction irréductible {\displaystyle {\frac {h_{r}}{k_{r}}}=[a_{0},a_{1},\ldots ,a_{r}].}
Les autres solutions {\displaystyle (x_{k},y_{k})} avec k ≥ 1 sont obtenues en identifiant {\displaystyle x_{k}+y_{k}{\sqrt {n}}} au développement de {\displaystyle (x_{1}+y_{1}{\sqrt {n}})^{k}.}
En particulier, {\displaystyle (x_{2},y_{2})=(x_{1}^{2}+ny_{1}^{2},\ 2x_{1}y_{1})\,}, {\displaystyle (x_{3},y_{3})=(x_{1}^{3}+3nx_{1}y_{1}^{2},\ 3x_{1}^{2}y_{1}+ny_{1}^{3})\,}, etc.
La formule de récurrence étant : {\displaystyle (x_{k+1},y_{k+1})=(x_{k}x_{1}+ny_{k}y_{1},\ x_{k}y_{1}+y_{k}x_{1}).}

### Casm= –1
Il existe des solutions si et seulement si l'unité fondamentale α = a + √nb en fournit une, c'est-à-dire si a2 – nb2 = –1, et les autres sont alors les couples fournis par les puissances impaires de α — les {\displaystyle (x_{k},y_{k})} vérifiant {\displaystyle x_{k}+y_{k}{\sqrt {n}}=(a+b{\sqrt {n}})^{k}} avec k entier relatif impair — et leurs opposés.
Si n est congru à 1 mod 4, l'anneau des entiers de Q(√n) est égal à ℤ[(1 + √n)/2] donc contient strictement ℤ[√n]. Mais même en élargissant à ce domaine la recherche d'éléments de norme –1, il n'en existe que si le développement de √n en fraction continue est de période impaire (ce qui n'est pas le cas, par exemple, pour √21 = [4, 1, 1, 2, 1, 1, 8] : l'unité fondamentale (5 + √21)/2 de ℤ[(1 + √21)/2] est de norme +1).